# Fluoranthen
Fluoranthen je polyaromatická perzistentní chemická látka. se vzorcem C16H10.

## Výskyt a vlastnosti
Za běžných podmínek nažloutlá až nazelenalá krystalická látka, minimálně rozpustná ve vodě, dobře rozpustná v tucích, s teplotou tání 110 °C a teplotou varu 375 °C. Je součástí černouhelného dehtu, asfaltů a motorové nafty.

## Použití
Je obsažen v černouhelném dehtu a asfaltech. Vyjma laboratorních výzkumů nemá fluoranthen jako takový využití.

## Rizika
Je karcinogenní, mutagenní, perzistentní, schopen transportu na velké vzdálenosti, a proto je nalézán i velice daleko od zdrojů znečištění. Může způsobit zrychlení srdeční aktivity, arytmii, poškození jater a poruchy dýchání.